# Seeth-Ekholt
Seeth-Ekholt est une commune allemande du Schleswig-Holstein, située dans l'arrondissement de Pinneberg (Kreis Pinneberg), à cinq kilomètres au sud-est de la ville d'Elmshorn. Seeth-Ekholt fait partie de l'Amt Elmshorn-Land (« Elmshorn-campagne ») qui regroupe sept communes autour d'Elmshorn.